# Centrino
Centrino (Centrino Mobile Technology) — название для мобильной платформы от Intel, которая включала комбинацию центрального процессора, связки материнская плата — чипсет и беспроводного сетевого адаптера для ноутбука. Intel утверждала, что системы, в которых используются эти технологии, более производительны, дольше работают от аккумулятора и обладают лучшей совместимостью с существующими беспроводными сетями.
Для получения сертификата «Centrino» производитель должен использовать только части, одобренные Intel. Использование только процессора или чипсета позволяет наклеивать на ноутбуки лишь логотип Intel Core.
Так же, как и процессор Pentium M, на котором базируется «Centrino-Packet», эта разработка происходит из исследовательского центра в Хайфе (Израиль).

## Платформа Intel Centrino для мобильных ПК
| Wireless LAN            | Чипсет     | Centrino      | Процессор                              | Кодовое имя  | Год  | Тех. Процесс | Микроархитектура   |
| Intel Wireless Products | 800 Series | Carmel        | Intel Pentium M                        | Banias       | 2003 | 130 нм       | Intel P6           |
| Intel Wireless Products | 800 Series | Carmel        | Intel Pentium M                        | Dothan       | 2004 | 90 нм        | Intel P6           |
| Intel Wireless Products | 900 Series | Sonoma        | Intel Pentium M                        | Dothan       | 2005 | 90 нм        | Intel P6           |
| Intel Wireless Products | 900 Series | Napa          | Intel Core Duo/Solo                    | Yonah        | 2006 | 65 нм        | Intel P6           |
| Intel Wireless Products | 900 Series | Napa          | Intel Core 2 Duo/Solo                  | Merom        | 2006 | 65 нм        | Intel Core         |
| Intel Wireless Products | 900 Series | Santa Rosa    | Intel Core 2 Duo                       | Merom        | 2007 | 65 нм        | Intel Core         |
| Intel Wireless Products | 900 Series | Santa Rosa    | Intel Core 2 Duo                       | Penryn       | 2008 | 45 нм        | Intel Core         |
| Intel Wireless Products | 4 Series   | Montevina     | Intel Core 2 Duo                       | Penryn       | 2008 | 45 нм        | Intel Core         |
| Intel Wireless Products | 5 Series   | Calpella      | Intel Core i7/i7 Extreme Edition       | Clarksfield  | 2009 | 45 нм        | Intel Nehalem      |
| Intel Wireless Products | 5 Series   | Calpella      | Intel Core i3/i5/i7                    | Arrandale    | 2010 | 32 нм        | Intel Nehalem      |
| Intel Wireless Products | 6 Series   | Huron River   | Intel Core i3/i5/i7/i7 Extreme Edition | Sandy Bridge | 2011 | 32 нм        | Intel Sandy Bridge |
| Intel Wireless Products | 7 Series   | Chief River   | Intel Core i3/i5/i7/i7 Extreme Edition | Ivy Bridge   | 2012 | 22 нм        | Intel Sandy Bridge |
| Intel Wireless Products | 8 Series   | Shark Bay     | Intel Core i3/i5/i7/i7 Extreme Edition | Haswell      | 2013 | 22 нм        | Intel Haswell      |
| Intel Wireless Products | 9 Series   | Crescent Bay  | Intel Core M/i3/i5/i7                  | Broadwell    | 2014 | 14 nm        | Intel Haswell      |
| Intel Wireless Products | 100 Series | Sunrise Point | Intel Core m3/m5/m7/i3/i5/i7           | Skylake      | 2015 | 14 nm        | Intel Skylake      |
| Intel Wireless Products | 200 Series | Union Point   | Intel Core m3/i3/i5/i7                 | Kaby Lake    | 2016 | 14 nm        | Intel Skylake      |

## Carmel (2003)
Carmel — кодовое имя первого поколения платформы Centrino, представленной Intel 12 марта 2003 года.
Платформа Carmel включает в себя:
- процессор Intel Pentium M (кодовое имя Banias (L2 = 1 МБ), а позже Dothan (L2=2Мб)) с частотой системной шины FSB 400 МГц или 533 МГц для Socket 478.
- материнскую плату, построенную на основе набора микросхем Intel 855 Express (кодовые имена Odem или Montara с интегрированным графическим чипом Intel Extreme Graphics 2)
- беспроводной сетевой адаптер Intel PRO/Wireless 2100 (позже 2200) (IEEE 802.11b) мини-PCI (кодовые имена — Calexico и Calexico2).

Компьютерные обозреватели первоначально критиковали платформу Carmel за отсутствие поддержки IEEE 802.11g, потому что многие производители компьютерного оборудования, такие как Broadcom и Atheros уже начали продажи 802.11g-решений. В Intel ответили, что стандарт IEEE 802.11g, на момент выхода Carmel, не был окончательно утверждён, и они не хотели выпускать продукт, основывающийся на неутверждённом стандарте.
В начале 2004 года, после утверждения стандарта IEEE 802.11g, Intel заменяет Wi-Fi-адаптер на Intel PRO/Wireless 2200BG (кодовое имя Calexico2). Тогда же процессор Banias Pentium M был заменён новым Dothan Pentium M.
Первоначально, Intel представила чипсет Intel i855GM, не поддерживющий дискретные видеокарты, но позже были выпущены i855GME и i855PM, лишённые этого недостатка.
Несмотря на критику, платформа Carmel завоевала популярность, как среди OEM поставщиков, так и среди покупателей. Особо отмечалась повышенная производительность (по сравнению со старыми платформами Pentium M) работа от аккумулятора до 4—5 часов, лёгкость и малый размер ноутбуков.

## Sonoma (2005)
В январе 2005 года корпорация Intel представила второе поколение платформы Centrino для мобильных компьютеров под кодовым именем Sonoma.
В состав Sonoma входят:
- процессор Intel Pentium M (кодовое имя Dothan) с частотой системной шины в 533 Мгц для сокета 479.
- серия чипсетов Intel Mobile 915 Express (кодовое имя Alviso с интегрированным графическим чипом GMA 900.
- Wi-Fi-адаптер Intel PRO/Wireless 2200 или 2915ABG mini-PCI (кодовое имя Calexico2).

Мобильный чипсет 915 Express, как и его десктопная версия, имеет такие особенности, как поддержка памяти DDR2, слот PCI Express, Intel High Definition Audio и SATA. Отрицательной стороной этих нововведений оказалось более быстрое использование заряда батареи — ноутбуки на базе Sonoma работают 3,5—4,5 часа от аккумулятора.
Для каждого сегмента рынка ноутбуков, использующих платформу Sonoma, Intel представила отдельный набор микросхем: 915PM Express для высокопроизводительных ноутбуков (замена настольного ПК); 915GMS Express для ультратонких и портативных ноутбуков, имеющих сверхнизкое энергопотребление (Pentium M LV- и ULV); 910GML для бюджетных ноутбуков, в которых, обычно, используются процессоры Celeron M; 915GM Express ориентирован на среднюю ценовую категорию.

## Napa (2006)
Napa — кодовое имя третьего поколения платформы Centrino, представленного в январе 2006 года на Consumer Electronic Show.
Платформа Napa состоит из следующих компонентов:
- Процессоры (Socket M)
  - Intel Core Solo, Core Duo (кодовое имя Yonah) или
  - Intel Core 2 Duo (кодовое имя Merom) с частотой системной шины 667 МГц — только для платформы Napa Refresh (в производстве с сентября 2006 года).
- Чипсет Intel Mobile 945 Express (кодовое имя Calistoga) с графическим ядром GMA 950 и южным мостом ICH7M, и поддержкой памяти стандартов DDR2-533 и DDR2-667.
- Wi-Fi-адаптер Intel PRO/Wireless 3945ABG
  - Некоторые новые модели (выпущенные после декабря 2006 года) платформы Napa Refresh имеют Wi-Fi-адаптер 4965AGN (a/b/g/draft-n).

Для ноутбуков с процессорами Core Duo и Core 2 Duo Intel использует бренд Centrino Duo, а наименование Centrino осталось за одноядерными процессорами (Core Solo).

## Santa Rosa (2007)
Четвёртое поколение платформы Centrino, представленное 9 мая 2007 года, получила кодовое имя Santa Rosa. В неё входят:
- Процессоры под новый процессорный разъём Socket P
  - второе поколение процессоров Intel Core 2 Duo (кодовое имя Merom) с частотой системной шины 800 Мгц
  - процессоры Intel Core 2 Duo (кодовое имя Penryn), произведённые по 45-нанометровому процессу, запланированные к выпуску в январе 2008[1] (для платформы Santa Rosa Refresh).
- набор микросхем Intel Mobile 965 Express (кодовое имя Crestline): GM965 с графическим чипом GMA X3100 или PM965 для дискретных видеокарт, южный мост ICH8M, системная шина с частотой 800 Мгц
  - улучшенная поддержка Windows Vista Aero, технология Intel Dynamic Acceleration (IDA)[2]
  - поддержка оперативной памяти DDR2-533 и DDR2-667
  - технология EFI — наследник BIOS
  - модуль Intel Turbo Memory (кодовое имя Robson) — опциональный кэш для Windows Vista на основе флэш-памяти NAND
- Wi-Fi-адаптер Intel Wireless WiFi Link 4965AGN (a/b/g/draft-n) (кодовое имя Kedron).
  - технология Wireless-N в 5 раз повышает скорость передачи данных, вкупе с двукратным увеличением области покрытия.[3]

Технология Intel Dynamic Acceleration позволила увеличить производительность в однопоточных приложениях: когда одно ядро простаивает, а второе, наоборот, работает на полную мощность, IDA повышает тактовую частоту загруженного ядра. Подобным образом работает другое нововведение — Dynamic FSB Switching: частота и напряжение системной шины автоматически уменьшается и увеличивается в зависимости от текущих потребностей.
Платформа Santa Rosa распространяется под брендами «Centrino Duo» (обычная конфигурация) и «Centrino Pro» (с технологией Intel vPro)

## Montevina (2008)
Montevina — кодовое имя пятого поколения платформы Centrino — Centrino 2, выпущенного в 2008 году.
Платформа Montevina состоит из следующих компонентов:
- Процессоры Penryn (Socket P), выполненные по 45-нанометровому техпроцессу, расширенные инструкциями SSE4.1 (ожидаемое тепловыделение составит не более 29 Вт).
- Чипсет Intel Mobile 45 Express (кодовое имя Cantiga: GM45, GS45 и GL40) с графическим ядром X4500 и южным мостом ICH9M. Частота системной шины составит 1067 МГц. Ожидается, что графическое ядро будет работать на частоте 475 МГц, а количество унифицированных шейдеров увеличится до 10.
  - Intel подтвердила, что чипсет будет поддерживать[уточнить] память стандарта DDR3-800, как более экономную в плане энергопотребления, чем DDR2-800.
  - улучшенная версия кэша на основе флэш-памяти NAND — Intel Turbo Memory (кодовое имя Robson 2).
  - сетевой контроллер Gigabit Ethernet (кодовое имя Boaz).
- Модули беспроводной связи
  - адаптер Intel WiMAX/WiFi Link 5350 mini-PCIe (под кодовым названием Echo Peak-P) с поддержкой WiMAX и 450Mbit/s Wi-Fi, или
  - адаптер Intel Ultimate N WiFi Link 5300 mini-PCIe (под кодовым названием Shirley Peak 3x3) с поддержкой 450Mbit/s, или
  - адаптер Intel WiMAX/WiFi Link 5150 mini-PCIe (под кодовым названием Echo Peak-V) с поддержкой WiMAX и 300Mbit/s Rx / 150Mbit/s Tx Wi-Fi, или
  - адаптер Intel WiFi Link 5100 mini-PCIe (под кодовым названием Shirley Peak 1x2) с поддержкой 300Mbit/s Rx / 150Mbit/s Tx

## Calpella (2009)
Calpella — кодовое имя шестого поколения платформы Centrino. Поддерживаются процессоры Intel Core i3/i5/i7 Extreme и память DDR3 объёмом до 16 Гб. Мобильные решения на основе Calpella были представлены в России осенью 2009 года.
Компания Intel заявила, что из-за давления со стороны производителей мобильных компьютеров, выпуск платформы будет отложен по крайней мере до октября 2009. Считается, что данное решение повлекло за собой пониженный спрос из-за текущих неблагоприятных экономических условий.
| Centrino            | Calpella |
| ------------------- | --- |
| Мобильный чипсет    | Набор микросхем Intel Mobile Express Series 5 под кодовым названием Ibex Peak, поддерживающий аппаратное декодирование H.264/MPEG-4/AVC, используемое, например, в Blu-Ray и прочих современных форматах HD-видео. - Интеграция компонентов северного моста (контроллёра памяти и PCI Express в процессор). - Поддержка DDR3 SDRAM (DDR3-1066, DDR3-1333 и DDR3-1600 SO-DIMM). - Поддержка SSD- или гибридных жёстких дисков. |
| Мобильный процессор | Процессор основан на архитектуре Nehalem. - процессор Intel Core i7 Extreme (под кодовым названием Clarksfield-XE), 45 нм для 4-ядерной версии, 55 Вт TDP. - процессор Intel Core i7 (под кодовым названием Clarksfield), 45 нм для 4-ядерной версии, 45 Вт TDP. - процессор Intel Core i3/Core i5/Core i7 (под кодовым названием Arrandale-SV содержит 32 нм Hillel и 45 нм Ironlake) для 2-ядерной версии, 35 Вт TDP. - процессор Intel Core i7 (под кодовым названием Arrandale-LV содержит 32 нм Hillel и 45 нм Ironlake) для 2-ядерной версии, 25 Вт TDP. - процессор Intel Core i5/Core i7 (под кодовым названием Arrandale-ULV содержит 32 нм Hillel и 45 нм Ironlake) для 2-ядерной версии, 18 Вт TDP. |
| WLAN                | Беспроводной модуль - адаптер Intel Centrino Ultimate-N 6300 AGN mini-PCIe (под кодовым названием Puma Peak 3×3), или - адаптер Intel Centrino Advanced-N + WiMAX 6250 AGN mini-PCIe (под кодовым названием Kilmer Peak), или - адаптер Intel Centrino Advanced-N 6200 AGN mini-PCIe (под кодовым названием Puma Peak 2×2), или - адаптер Intel Centrino Wireless-N 1000 BGN mini-PCIe (под кодовым названием Condor Peak) |

## Huron River (2011)
Huron River — кодовое имя седьмого поколения платформы Centrino с поддержкой процессоров на основе микроархитектуры Sandy Bridge.
Ноутбуки на базе процессоров Intel поколения Sandy Bridge смогут не только передавать видео с разрешением 1080p на внешний источник без проводов, но и предложат врождённую поддержку интерфейса Bluetooth, реализованную на самом чипсете (до сих пор за поддержку этого беспроводного интерфейса в ноутбуках отвечали дискретные чипы сторонних производителей); предыдущее поколение устройств с поддержкой этой технологии позволяет передавать изображение с разрешением 720p. Intel продемонстрировала технологию передачи изображения на телевизор со входом HDMI по беспроводному интерфейсу 802.11n. 
32-нм процессоры для Huron River выпускаются как в двухъядерной (Sandy Bridge-DC), так и в четырехъядерной (Sandy Bridge-QC) версиях; также, эти APU содержат видеочип с поддержкой DirectX 10.1. 
Чипсеты Intel шестой серии получат официальную поддержку другого современного стандарта — SATA III (6.0 Gbps). Кроме того, мобильная платформа Huron River более энергоэффективна, что позволяет увеличить время автономной работы портативных компьютеров (не последняя заслуга в этом принадлежит процессорам Sandy Bridge, которые благодаря полному переходу на 32-нм техпроцесс и монолитному дизайну, когда вычислительные ядра и интегрированная графика находится на одном кристалле), будут обладать достаточно низкими показателями TDP. В Huron River не будет поддержки USB 3.0, и появится она лишь в следующей платформе Centrino Chief River в 2012 году.
| Centrino            | Huron River |
| ------------------- | --- |
| Мобильный чипсет    | Набор микросхем Intel Mobile Express Series 6 chipset (PCHM под кодовым названием Cougar Point). - Gigabit Ethernet LAN контролер 82579LM and 82579LF (под кодовым названием Lewisville). |
| Мобильный процессор | Процессор основан на архитектуре Intel Sandy Bridge. Intel Core i3/i5/i7/i7 Extreme. |
| WLAN                | Беспроводной модуль - Intel Centrino Advanced-N + WiMAX 6150, или - адаптер Intel Centrino Advanced-N 6205 AGN mini-PCIe (под кодовым названием Rainbow Peak 2×2), или - адаптер Intel Centrino Advanced-N 6230 AGN mini-PCIe (под кодовым названием Rainbow Peak 2×2), или - адаптер Intel Centrino Wireless-N 1030 BGN mini-PCIe (под кодовым названием Rainbow Peak 2×1), или - Intel Centrino Advanced-N + WiMAX 6250 - Intel Centrino Ultimate-N 6300 - Intel Centrino Wireless-N 1000 |

## Chief River (2012)
Chief River — кодовое имя восьмого поколения платформы Centrino. Главной составляющей Chief River являются процессоры Ivy Bridge, изготавливающиеся по 22-нанометровой технологии. Платформа получит поддержку высокоскоростного интерфейса USB 3.0, обеспечивающего пропускную способность до 5 Гбит/с. Массовое производство компонентов Chief River должно начаться в сентябре 2011 года, а на рынке платформа появится в январе 2012 года.
| Centrino            | Chief River |
| ------------------- | --- |
| Мобильный чипсет    | Набор микросхем Intel Mobile Express Series 7 chipset (PCHM под кодовым названием Panther Point) - контроллер Gigabit Ethernet LAN |
| Мобильный процессор | Процессор основан на архитектуре Intel Ivy Bridge. |
| WLAN                | Беспроводной модуль - Intel Centrino Ultimate-N 6300 - Intel Centrino Advanced-N 6235 - Intel Centrino Advanced-N 6205 - Intel Centrino Wireless-N 2230 - Intel Centrino Wireless-N 2200 - Intel Centrino Wireless-N 135 - Intel Centrino Wireless-N 105 |

## Shark Bay (2013)
| Centrino            | Shark Bay |
| ------------------- | --- |
| Мобильный чипсет    | Набор микросхем Intel Mobile Express Series 8 chipset (PCHM под кодовым названием Lynx Point) - Gigabit Ethernet LAN-контроллер (под кодовым названием Clarkville). |
| Мобильный процессор | Процессор основан на архитектуре Intel Haswell |
| WLAN                | Беспроводной модуль Wilkins Peak |